# 馬西尼 (加利福尼亞州)
馬西尼（英語：Matheny）是位於美國加利福尼亞州圖萊里縣的一個人口普查指定地區。

## 地理
馬西尼的座標為36°10′14″N 119°21′06″W / 36.17056°N 119.35167°W，而該地最高點為海拔高度82米（即269英尺）。

## 人口
根據2010年美國人口普查的數據，馬西尼的面積為1.113平方千米，當中陸地面積為1.113平方千米，而水域面積為0.000平方千米。當地共有人口1212人，而人口密度為每平方千米1,088人。